# Російська еміграція під час російсько-української війни
Шоста хвиля російської еміграції — еміграція з РФ в наслідок російського вторгнення в Україну у 2022  році та переходу Росії до повномасштабної війни.
Значна кількість громадян і жителів Росії покинула Росію через посилення репресій і погіршення російської економіки, а також уникаючи «часткової» мобілізації.

## Вибіркова статистика
За оцінками, станом на 13 березня 2022 року щонайменше 200 000 росіян покинули країну, 400 тисяч (червень 2022), 700 тисяч (жовтень 2022)
На кінець вересня - початок жовтня 2022, протягом тільки перших двох тижнів після об'явлення «часткової мобілізації» з Россії до Казахстану, за офіційними даними МВС Казахстану, втекли 200 тисяч росіян — головним чином молодих чоловіків призовного віку.
За попередніми оцінками, понад 15 000 мільйонерів покинули Росію до кінця 2022 року.
Виїзд до Монголії за рік зріс на 989%, до Грузії — на 475%, до Казахстану — на 234%, до Таджикистану — на 212%, до Узбекистану — на 99%. Крім того, кількість вильотів росіян до Ізраїлю у 2022 році зросла вдвічі і перевищила 100 тисяч.

## Причини виходу
Депутат КПУ в Законодавчих зборах Воронезької області Ніна Бєляєва заявила, що втекла з Росії через погрози кримінального переслідування та ув’язнення за виступи проти вторгнення, сказавши, що «я зрозуміла, що зараз краще піти. Після відкриття кримінальної справи може бути надто пізно». Журналіст Борис Грозовський заявив, що «Ми біженці. Особисто мене розшукувала поліція в Росії за поширення антивоєнних петицій... Ми бігли не від куль, бомб і ракет, а з в’язниці. Якби я написав те, що пишу зараз, перебуваючи в Росії, я б неминуче потрапив у в’язницю на 15–20 років».

## Пункти призначення
Серед напрямків, куди прибули росіяни, є Туреччина, Грузія та Вірменія.
Оскільки більшість європейців закрили свої повітряні простори для російських рейсів після вторгнення, росіянам, які прагнули покинути країну, часто доводилося об’їжджати Кавказ або шукати сухопутні маршрути. 25 березня залізничний маршрут між Санкт-Петербургом і Гельсінкі призупинив фінський державний залізничний оператор VR, закривши останній прямий залізничний маршрут між Росією та Європейським Союзом. Раніше цей маршрут був значним виїздом з Росії для громадян Росії, особливо тих, хто вже мав роботу чи місце проживання у Фінляндії, оскільки російський уряд вимагає для пасажирів діючу візу та визнану ЄС сертифікат вакцини проти COVID-19.
Декілька країн ЄС, наприклад, Латвія та Чехія, призупинили видачу віз громадянам Російської Федерації, що ускладнило виїзд для деяких бажаючих покинути Росію.

## Вплив
Ті, хто втік, як правило, були молодими та добре освіченими фахівцями, і деякі економісти припустили, що втеча росіян сприяла відтоку мізків.

## Реакції
Володимир Путін назвав тих, хто залишив Росію після вторгнення, «підмишками» та «зрадниками», порівнявши їх з комахами, схожими на комах, хоча деякі експерти стверджували, що гнів Путіна спрямований на еліту, зокрема, на російських олігархів.